# Bogendach

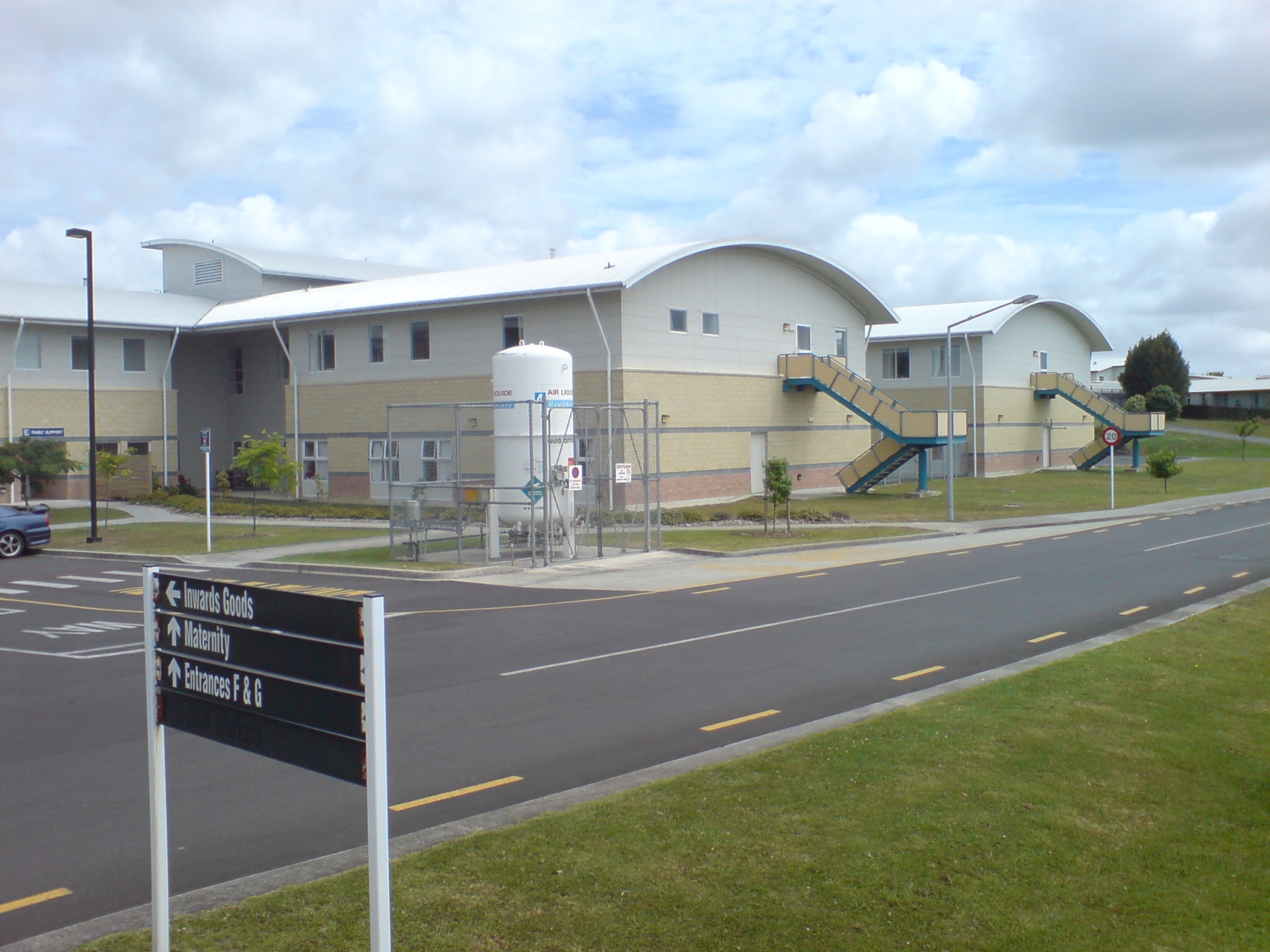
Bogendächer

Ein Bogendach ist eine Dachform deren Querschnitt ein Kreissegment darstellt, die ähnlich dem Tonnendach ist, jedoch im Gegensatz zu diesem weniger gewölbt ist. Es wird oft aus einem bombierten, gebogenen Blech hergestellt.
In Mitteleuropa sieht man diese Dachform oft bei Carports. Diese Dachform kommt auch bei geschlossenen Eisenbahnen-Güterwagen, Bauwagen oder Schindelwagen vor.

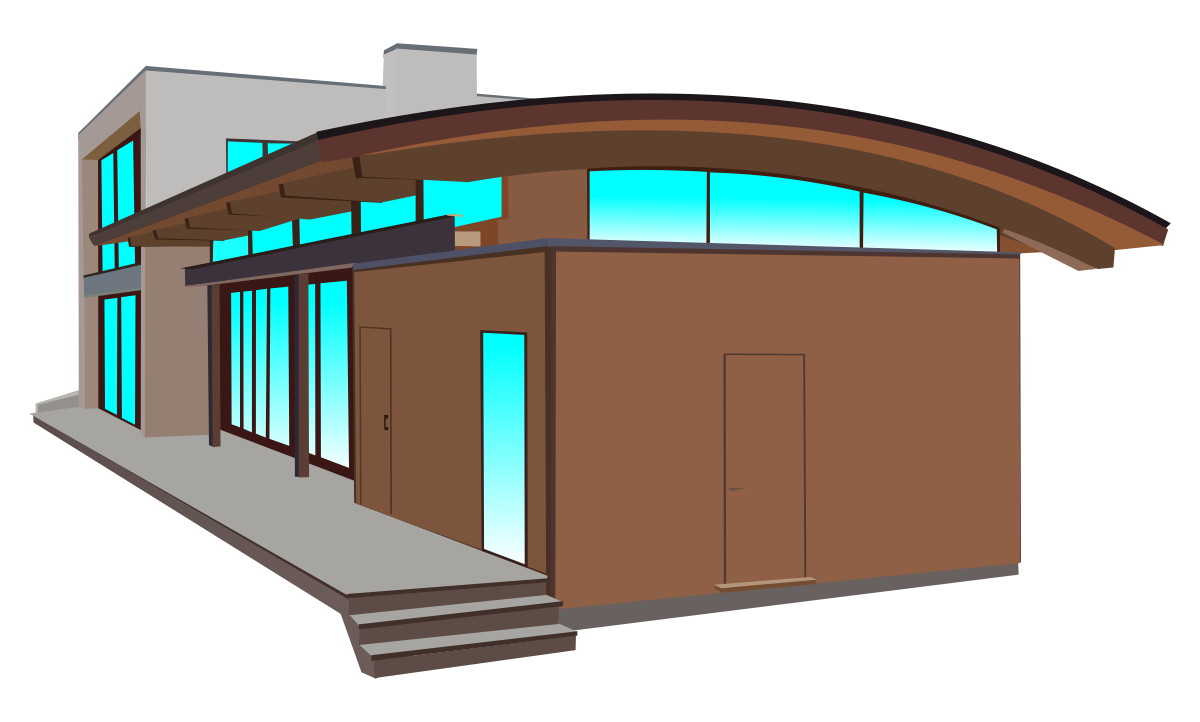
Beispiel für die Segmental-Vault-Bauweise

Wie das Beispiel der in den Vereinigten Staaten seit 2000 zunehmend verbreiteten Segmental Vaults zeigt, kann der Einsatz von Bogendächern einen ganzen Baustil prägen.